# Isenthal
Isenthal es una comuna suiza situada en el cantón de Uri. Tiene una población estimada, a fines de 2020, de 476 habitantes.

## Toponimia
El nombre de esta comuna fue mencionado por primera vez en 1280 con el nombre de "Yseltal". El topónimo "Isenthal" se ha encontrado desde 1483. que aparentemente proviene de la palabra del idioma alemán romano "insela" (isla o península, el valle detrás de la isla). Según otra de las tradiciones, el nombre de Isenthal vendría de la palabra hierro, llamado "Isen" en un dialecto antiguo.

## Historia
Según documentos históricos, Isenthal fue poblado entre en siglo V y el siglo IX. Los primeros habitantes vinieron de lejos. #ran primordialmente cazadores y pastores que seguramente venían de Nidwald. El bosque era la riqueza principal puesto que los suelos son pobres, aunque son aptos para el pastoreo, que era el factor que más ingresos daba a esta comunidad.
En el siglo XVI, la comuna sufre de un boom económico, gracias al comercio a través de los Alpes. En 1901 la vía entre Isleten e Isenthal fue construida, lo que abrió el contacto de la región hacia el resto del mundo por vía marítima desde Isleten.
En 1951 la construcción de la carretera Islenten-Seedorf unió la zona al resto del cantón por vía terrestre.

## Curiosidad
En 1820, el último oso del cantón de Uri vagaba en el territorio de esta comuna. El oso fue cazado y hoy se encuentra como trofeo delante de la casa de los cazadores de la época. 